# Presépio de Priscos
O Presépio de Priscos é um presépio-vivo iniciado pela comunidade paroquial de São Tiago de Priscos, em Braga, no ano de 2006.
Ao longo dos anos foi-se afirmando como o maior presépio-vivo da Europa, contando em 2011 com cerca de 600 figurantes espalhados por 80 cenários que ocupam uma área de 30000 metros quadrados, representando não apenas a cutura judaica, mas também a cultura romana e egípcia.

## O Evento

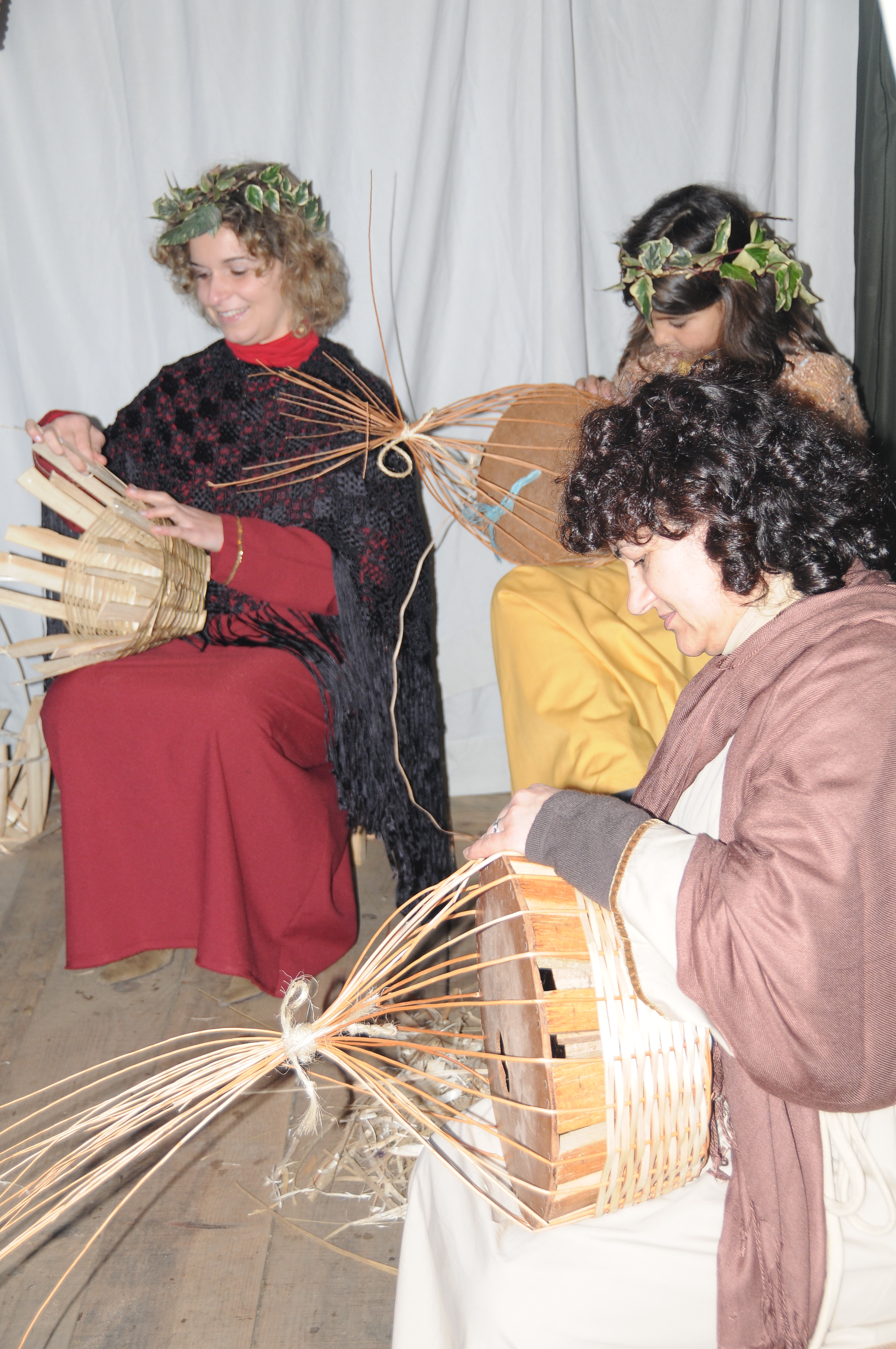
Cesteiras no Presépio de Priscos

O evento, que decorre durante a época festiva do Natal junto da igreja e residência paroquial, tem como principal objectivo o reforço do sentimento de congregação entre os seus participantes, transformando as gentes de Priscos numa verdadeira comunidade. É um projecto aberto a todos os credos, porque todo o ser humano anda à procura da sua estrada, do seu caminho, de si próprio, da sua felicidade e sentido de vida.
O Presépio ao Vivo de Priscos é uma oportunidade para fazer uma viagem ao tempo de Jesus. A um tempo com vozes, música, cheiros, sabores, sons, casas, lojas, praças e mercados que dão vida a uma história sempre antiga e sempre nova.
É uma história viva a ver para além do que se olha. O uso de incensos, ervas aromáticas, pão ázimo e ervas amargas, de hidromel criam um mistério que salta a história do nosso tempo… Os ferreiros a forjarem e temperar o ferro, o sapateiro a consertar sandálias rompidas, os serradores que cortam lenha, os camponeses a organizarem as ferramentas de trabalho, tecedeira no tear a jogar fios de lã, o oleiro a amassar o barro, a padeira a amassar a farinha, os pastores que cuidam dos seus rebanho, o rabino que canta salmos na sinagoga com outros sacerdotes, as vendedoras de sementes, legumes, plantas e peixe dão vida a outras vidas. Representação de vários personagens antigos como Abraão, Sara, Moisés, Faraó, Rei David, Rei Herodes, Reis Magos, os doze apóstolos, Sagrada Família, soldados romanos, as virgens vestais, os membros do senado romano, os fariseus, saduceus e publicanos e muitos animais (cavalos, vacas, burros, ovelhas, etc.).
Os "Actores" são homens, mulheres, jovens e crianças da Paróquia de São Tiago de Priscos e muitas pessoas oriundas de vários pontos do país (Barcelos, Guimarães, Fafe, Porto, Coimbra e Lisboa).